# Пісочник криводзьобий
Пісочник криводзьобий (Anarhynchus frontalis) — вид птахів родини сивкових (Charadriidae).

## Поширення
Ендемік Нової Зеландії. Трапляється вздовж морського узбережжя та на великих водоймах. Гніздиться в регіонах Кентербері та Отаго на Південному острові. Зимує на північ від паралелі 38° пд. ш. на Північному острові.

## Спосіб життя
Харчується комахами (особливо личинками одноденок), хробаками та іншими безхребетними, яких він знаходить під камінням. Самиця відкладає два білих або світло-сірих яйця з темними плямами в ямку, яку вона утворює тиском тіла на осипних пляжах або скелястих берегах річки, де вони добре замасковані між камінням. Якщо наближається ворог, дорослий птах, що висиджує, відходить від гнізда, симулюючи поранення, відволікаючи його від яєць. Якщо ворог досить далеко від гнізда, дорослий птах злітає вгору і повертається до своїх яєць коли небезпека мине. Молодняк залишає гніздо відразу після вилуплення. Статевозрілими вони стають через три роки.

## Охорона
За оцінками, чисельність птахів становить від 500 до 3000 птахів і протягом 40 років неухильно зменшується. Найбільші загрози походять від людей, наприклад, використання пляжів як місць для купання та пов'язані з цим порушення. До 1940 року птахів регулярно відстрілювали для спорту, поки це не було остаточно заборонено. Основними хижаками є місцеві морські мартини, які час від часу грабують гнізда, а також завезені домашні кішки та горностаї.